# Filialkirche Mürzhofen

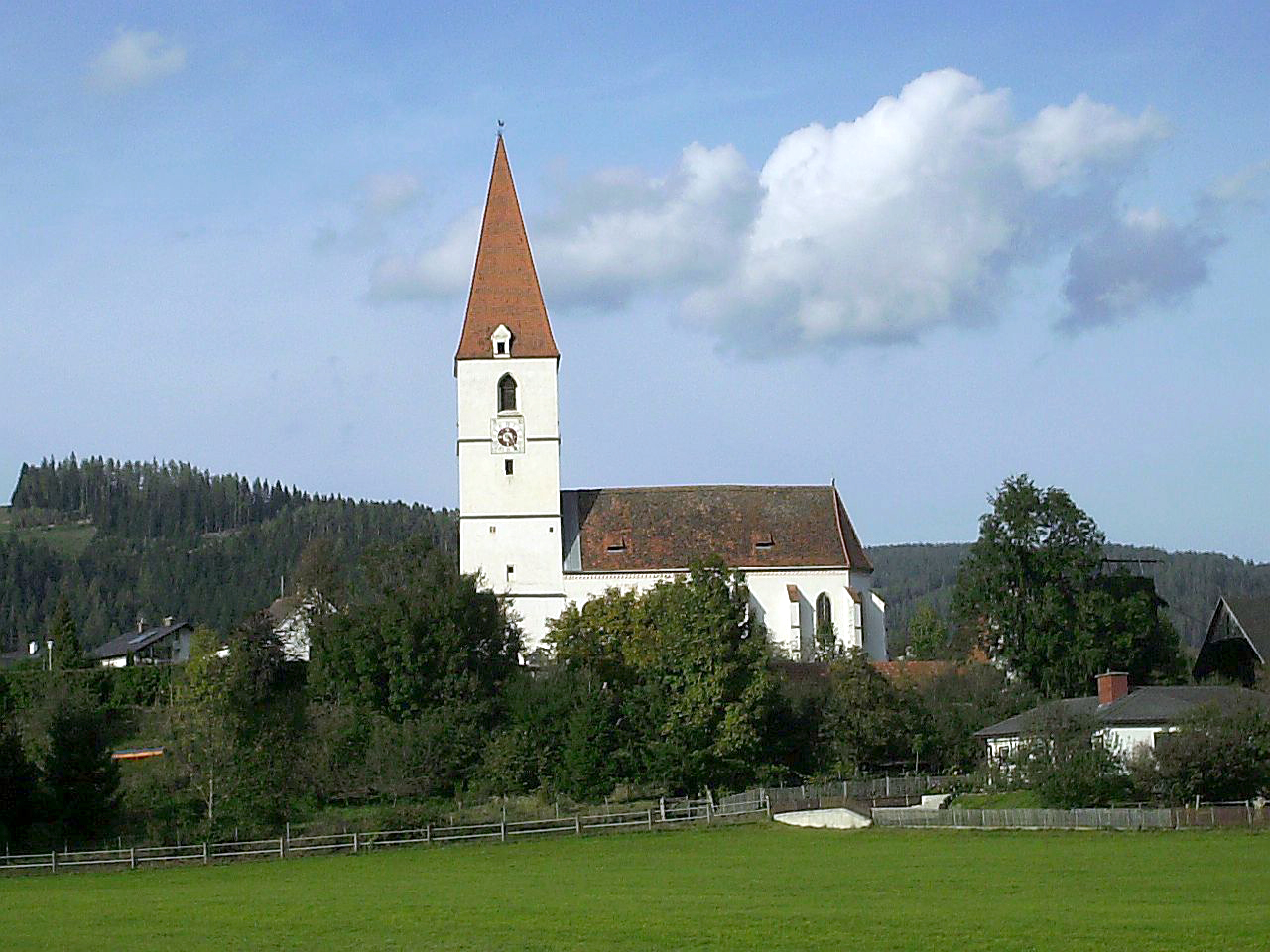
Kath. Filialkirche hl. Johannes der Täufer in Mürzhofen/Österreich

Die römisch-katholische Filialkirche hl. Johannes der Täufer Mürzhofen ist eine Filiale der Pfarrkirche Allerheiligen im Mürztal und steht unter Denkmalschutz.

## Geschichte
Die Kirche wird 1232 erstmals urkundlich erwähnt. Von 1756 bis 1826 war hier eine eigene Pfarre. 1975 fand eine Restaurierung statt.

## Architektur
Die Kirche hat gotische Spitzbogenfenster und abgetreppte Strebepfeiler am Chor. Im Norden wurde an das im Kern romanische Langhaus eine barocke Kapelle mit einem Kreuzgratgewölbe angebaut, welche als Aufbahrungshalle genutzt wird. Im nördlichen Eck zwischen der Kapelle und dem Chor liegt die gotische Sakristei, die vom Chor durch ein Portal mit einer eisenbeschlagenen Tür erreichbar ist. Der mächtige, viergeschoßige Westturm hat ein Keildach mit einem Traufgesims. Das Läuthaus des Turmes, zugleich der Kirchenzugang, hat ein Sternrippengewölbe. Im nördlichen Turmwinkel zum Langhaus ist ein teilweise eingebautes Treppentürmchen. Unter dem Chordach ist ein umlaufendes gemaltes Fries.
Die romanische Flachdecke des Langhauses wurde um 1500 durch ein spätgotisches, in drei Joche unterteiltes Netzrippengewölbe mit Zweiparallelrippen auf 3/4-Kreis-Diensten auf Wandvorlagen ersetzt. Der eingezogene Fronbogen zeigt ein Wappen der Stubenberg mit der Jahresangabe 1504. Der einjochige, gotische Chor, annähernd gleich breit wie das Langhaus, mit einem Fünfachtelschluss um 1400 ist um eine Stufe höher und leicht nach Norden geknickt (Achsknick). Im Chor, mit einem Kreuzrippengewölbe auf 3/4-Kreis-Diensten mit gerillten Kelchkapitellen überwölbt, ist ein einfaches Sakramentshäuschen mit einem gotischen Blechgitter. Die dreiachsige Westempore auf zwei Rundpfeilern ist kreuzrippenunterwölbt. Die vorgezogene Emporenbrüstung aus Holz entstand gleichzeitig mit dem Einbau von zwei Choremporen um 1700.
Ein Grabstein nennt Joseph Butrum, gestorben 1850.

## Ausstattung
Auf dem Rokoko-Hochaltar mit freistehendem Tabernakel steht das Altarbild Taufe Christi von Joseph Adam Ritter von Mölk (1775). Hinter dem Hochaltartabernakel ist ein barocker Beichtstuhl um 1720. Der linke Seitenaltar, datiert 1681 und 1837, 1887 restauriert, trägt als Mittelfigur eine Muttergottes aus dem 2. Viertel des 18. Jahrhunderts. Der rechte Seitenaltar ist zeitgleich mit dem linken Seitenaltar. Am rechten Seitenaltar steht eine „verstümmelte“ Muttergottesstatue aus Holz aus dem Anfang des 16. Jahrhunderts. Die Kanzel um 1720–1730 zeigt am Korb Bilder der vier Kirchenväter, an der Rückwand Christus als Guter Hirte. Der frühgotischen Taufstein mit einem Kleeblattfries hat einen Aufsatz aus dem Ende des 17. Jahrhunderts. 
Die Orgel baute Friedrich Wagner (1848).